# S à jambage
Le s à jambage () est une lettre additionnelle de l’alphabet latin utilisé comme symbole dans certaines transcriptions phonétiques comme la transcription de Harry H. Johnston ou dans le CanIPA.

## Utilisation
Harry H. Johnston utilise le s à jambage pour noter une consonne fricative palato-alvéolaire sourde [ʃ] dans la transcription des langues bantoues dans un ouvrage en deux volumes publiés en 1919 et 1922.
Bror Lindén utilise un s à jambage dans l’alphabet dialectal suédois pour la transcrption  du dalécarlien dans une étude publiée en 1947.
Dans le CanIPA, une modification de l’alphabet phonétique international (API) utilisée principalement en phonétique italienne, le s à jambage est utilisé pour représenter une consonne fricative alvéolaire sourde, notée [s] dans l’API, par opposition au s utilisé pour représenter une consonne sibilante dentale sourde ou consonne fricative alvéolaire sourde dentalisée, notée [s̪] dans l’API. Il est par exemple utilisé dans une description de l’émilien-romagnol.

## Représentation informatique
Le s à jambage n’a pas été codé dans une norme de caractères standardisée comme Unicode.